# Cheiracanthium angolensis
Cheiracanthium angolensis là một loài nhện trong họ Miturgidae.
Loài này thuộc chi Cheiracanthium. Cheiracanthium angolensis được miêu tả năm 2007 bởi Lotz.